# کاروانسرای رباط شور
کاروانسرای رباط شور بنایی تاریخی مربوط به دوره صفویه است که در بخش مرکزی شهرستان فردوس و در منطقه پناهگاه حیات وحش رباط شور قرار دارد.
این بنا توسط ملا علاءالملک تونی (فاضل‌خان) که از معماران معروف دوره صفویه بوده، ساخته شده است. در سفرنامه خانلرخان اعتصام‌الملک، در مورد آن گفته شده: «رباط شور رباطی است آجری، خوب و محکم، از بناهای فاضل‌خان که از امرای صفویه بوده است. آب قنات جزئی شوری دارد.»
این بنا شامل چهار برج و دو ایوان که کاملاً روبروی هم قرار گرفته‌اند می‌باشد. ایوان ورودی کاروانسرا دارای طاق گنبدی‌شکل بوده و در دو طرف ایوان، سکویی برای نشستن وجود دارد.
در نزدیکی این بنای تاریخی، آب‌انبار شور قرار گرفته که آن هم در دوره صفویه ساخته شده است.